# Hacımemiş, Ereğli
Hacımemiş là một xã thuộc huyện Ereğli, tỉnh Konya, Thổ Nhĩ Kỳ. Dân số thời điểm năm 2011 là 1.856 người.